# Macapiras
Macapiras (Amacapiras) /Značenje nepoznato/, maleno, slabo poznato pleme meričkih Indijanaca, za koje se zna da su 1726. zajedno s Pohoy Indijancima smješteni na misiju San Buenaventura kod St. Augustine u Floridi. Popisano ih je tek 24, od kojih je dio pomro a ostali su se prije 1728. vratili u svoj stari dom. Macapiras Indijanci mogli bi biti pleme poznato kao Tocobaga s Tampa Baya na Floridi, koji su migrirali u zemlju Apalacheeja pod imenom Tompacua, nakon čega su 1726. kao Macapiras smješteni na misiju San Buenaventura. Pleme Tompacua ne smije se brkati s istoimenim plemenom Tompacua ili Tanpacuaze, jednim o plemena Pakawa s Rio Grande.